# Последний урок
«Последний урок» (фр. La journée de la jupe, «День юбки») — французский кинофильм, премьера которого состоялась в 2008 году.
Премьера фильма прошла 18 сентября 2008 года на кинофестивале в Ла Рошели. В феврале 2009 года фильм был показан на Берлинском кинофестивале. В прокат во Франции вышел в марте 2009 года.
Фильм рассказывает о том, как учительница (в исполнении Изабель Аджани) берет в заложники класс, в котором преподаёт.
За главную роль в этом фильме Изабель Аджани была в 5-й раз в своей карьере удостоена премии «Сезар» за лучшую женскую роль. Фильм также был номинирован на премию «Сезар» за лучший фильм и за лучший оригинальный сценарий (Жан-Поль Лилиенфельд).

## В ролях
- Изабель Аджани — Соня Бержерак, учитель французской литературы
- Дени Подалидес — Лабуре, переговорщик
- Янн Коллетт — офицер Беше
- Натали Безансон — министр
- Халид Беркуз — Мехмет
- Соня Амори — Навель
- Сара Дуали — Фарида
- Анн Жируар — Сесиль